# Rezerwat przyrody Roby
Rezerwat przyrody „Roby” – florystyczny rezerwat przyrody, o powierzchni 84,40 ha, w województwie zachodniopomorskim, w powiecie gryfickim, w gminie Trzebiatów, 0,3 km na południe od południowego skraju wsi Roby, 4 km na południe-południowy wschód od Mrzeżyna, 6 km na północny wschód od Trzebiatowa. Został utworzony na mocy Rozporządzenia Nr 54/2007 Wojewody Zachodniopomorskiego z dnia 27 września 2007.
Celem ochrony jest „zachowanie populacji cennych roślin naczyniowych i zarodnikowych, w tym wrzośca bagiennego, woskownicy europejskiej i rzadkich gatunków torfowców oraz renaturalizacja ich siedliska – zniekształconego torfowiska wysokiego typu bałtyckiego”.
Rezerwat leży w granicach dwóch obszarów sieci Natura 2000: siedliskowego „Trzebiatowsko-Kołobrzeski Pas Nadmorski” PLH320017 i ptasiego „Wybrzeże Trzebiatowskie” 	PLB320010. 
Nadzór nad rezerwatem sprawuje Regionalny Konserwator Przyrody w Szczecinie. Na mocy obowiązującego planu ochrony ustanowionego w 2013 roku (z późniejszymi zmianami), obszar rezerwatu objęty jest ochroną czynną.
Od zachodu rezerwat obchodzi turystyczny EV10 Szlak Rowerowy Wokół Bałtyku, 0,3 km na północ prowadzi czerwony Szlak Nadmorski z Trzebiatowa do Kołobrzegu.